# Phyllophaga angusta
Phyllophaga angusta är en skalbaggsart som beskrevs av Blanchard 1851. Phyllophaga angusta ingår i släktet Phyllophaga och familjen Melolonthidae. Inga underarter finns listade i Catalogue of Life.